# М-хлоронадбензойна кислота
мета-Хлорнадбензо́йна кислота́ (англ. m-chloroperoxybenzoic acid, mCPBA) — органічна надкислота.

## Отримання
Зазвичай, mCPBA отримують реакцією 3-хлорбензоїлхлориду (м-хлорбензоїлхлориду) з перекисом водню в присутності сульфату магнію й гідроксиду натрію в суміші діоксан/вода; потім суміш підкислюють сірчаною кислотою.

## Властивості
Як і всі пероксикарбонові кислоти, mCPBA є сильним окисником.
Суміш mCPBA (75 %) з водою та 3-хлорбензойною кислотою (<15 %) — комерційно доступний варіант. У такому стані mCPBA не становить небезпеки, тоді як чиста надкислота є вибухонебезпечною і чутливою до ударів, підвищеного тиску чи зсувних сил. Чисту надкислоту можна отримати шляхом промивання цієї суміші злегка основним буфером та подальшим сушінням. Оскільки надкислоти набагато менш кислі, ніж відповідні карбонові кислоти, 3-хлорбензойна кислота видаляється разом із буфером. Визначити чистоту реагента можна за допомогою йодометрії. Чисту mCPBA слід зберігати при низькій температурі в пластиковому контейнері.
mCPBA добре розчиняється в дихлорометані, хлороформі, 1,2-дихлороетані, етилацетаті, бензені, діетиловому етері, але малорозчинна в гексані и майже нерозчинна у воді.

## Використання
В органічній хімії mCPBA застосовується в реакціях окислення, таких як реакція Байера-Вілліґера, реакція Прилежаєва, окиснення сульфідів до сульфоксидів або сульфонів, окиснення амінів до нітрозо- та нітросполук. Завдяки простоті й відносній безпечності при використанні, серед усіх органічних пероксидів перевага часто віддається саме mCPBA. Інша перевага цієї сполуки також полягає у відмінностях властивостей надкислоти й відповідної кислоти: наприклад, епоксидування алкенів здійснюється переважно в дихлорметані, частково через добру розчинність mCPBA в цьому розчиннику, порівняно з поганою розчинністю 3-хлорбензойної кислоти.